# Francesco Janich
Pour les articles homonymes, voir Janich.
Francesco Janich, né le 27 mars 1937 à Udine au Frioul-Vénétie Julienne et mort le 2 décembre 2019 à Nemi (Latium), est un joueur de football international italien, qui évoluait au poste de libéro, avant de devenir dirigeant.

## Biographie

### Carrière de joueur

#### Carrière en sélection
Avec l'équipe d'Italie, Francesco Janich joue 6 matchs (pour aucun but inscrit) entre 1962 et 1966. 
Il figure dans le groupe des sélectionnés lors des coupes du monde de 1962 et de 1966. Lors du mondial 1962, il joue un match contre le Chili. Lors de l'édition 1966, il dispute une rencontre face à la Corée du Nord.

## Palmarès
Avec la SS Lazio, Francesco Janich remporte la Coupe d'Italie en 1958 en battant l'AC Fiorentina en finale.
Il est Champion d'Italie en 1964 avec le Bologna FC et remporte la Coupe d'Italie devant le Torino FC en 1970 et en finale face à la Juventus en 1974. Il remporte également la Coupe Mitropa en 1961 ainsi que la Coupe de la Ligue anglo-italienne  en 1970.